# 平島町 (弥富市)
平島町（へいじまちょう）は、愛知県弥富市の地名。

## 地理
旧弥富町北東部に位置する。西は前ケ須町、南は鎌島・森津・中山、北は鯏浦町に接する。

### 河川・池沼
- 筏川
- 海部幹線水路

## 歴史

### 人口の変遷
国勢調査による人口および世帯数の推移。
| 1995年（平成7年）  | 1966世帯 6943人 |  |
| 2000年（平成12年） | 1331世帯 4353人 |  |
| 2005年（平成17年） | 1544世帯 4970人 |  |
| 2010年（平成22年） | 2566世帯 7406人 |  |
| 2015年（平成27年） | 2621世帯 6808人 |  |
| 2020年（令和2年）  | 2938世帯 7212人 |  |

### 沿革
- 2006年（平成18年）4月1日 -  合併に伴い、弥富町大字平島新田各字の「大字」・「字」が削除され、平島町〇〇と変更される[WEB 10]。また、弥富町大字鯏浦の一部が編入され、大字鯏浦字喜右味名が平島町喜右味名、大字鯏浦字大脇が平島町大脇、大字鯏浦字脇島が平島町脇島、大字鯏浦字小具足巳が平島町小具足巳にそれぞれ変更される[WEB 10]。

## 交通
- 愛知県道104号新政成弥富線
- 愛知県道105号富島津島線

## 施設
- 弥富市立日の出小学校
- 桜保育所
- 中部電力パワーグリッド弥富変電所

### WEB
1. ↑  “愛知県弥富市の町丁・字一覧”.   人口統計ラボ. 2022年12月12日閲覧。
2. 1 2  総務省統計局 (2022年2月10日). “令和2年国勢調査の調査結果(e-Stat) - 男女別人口，外国人人口及び世帯数－町丁・字等” (CSV). 2023年8月2日閲覧。
3. ↑  “市外局番の一覧” (PDF).   総務省 (2022年3月1日). 2022年3月22日閲覧。
4. ↑  “ナンバープレートについて”.   一般社団法人愛知県自動車会議所. 2024年1月21日閲覧。
5. ↑  総務省統計局 (2014年3月28日). “平成7年国勢調査の調査結果(e-Stat) - 男女別人口及び世帯数 －町丁・字等” (CSV). 2021年7月20日閲覧。
6. ↑  総務省統計局 (2014年5月30日). “平成12年国勢調査の調査結果(e-Stat) - 男女別人口及び世帯数 －町丁・字等” (CSV). 2021年7月20日閲覧。
7. ↑  総務省統計局 (2014年6月27日). “平成17年国勢調査の調査結果(e-Stat) - 男女別人口及び世帯数 －町丁・字等” (CSV). 2021年7月21日閲覧。
8. ↑  総務省統計局 (2012年1月20日). “平成22年国勢調査の調査結果(e-Stat) - 男女別人口及び世帯数 －町丁・字等” (CSV). 2021年7月21日閲覧。
9. ↑  総務省統計局 (2017年1月27日). “平成27年国勢調査の調査結果(e-Stat) - 男女別人口及び世帯数 －町丁・字等” (CSV). 2021年7月21日閲覧。
10. 1 2  弥富市役所 総務部 総務課 行政グループ (2015年2月19日). “弥富市住所一覧  旧弥富町” (pdf).   弥富市. 2024年4月8日閲覧。

### 書籍
1. 1 2  「角川日本地名大辞典」編纂委員会 1989, p. 1900.